# August von Gödrich
August von Gödrich (n. 25 septembrie 1859, Fulnek⁠(d), Moravia-Silezia, Cehia – d. 16 martie 1942, Fulnek⁠(d), Moravia-Silezia, Cehia) a fost un ciclist german, medaliat olimpic. A participat la o ediție a Jocurilor Olimpice (1896) în care a câștigat o medalie de argint.

## Participări
Lista de mai jos prezintă principalele competiții la care a participat August von Gödrich de-a lungul carierei.
- Ciclism la Jocurile Olimpice de vară din 1896 - Cursa masculină pe șosea